# Samonabíjecí a samočinná puška

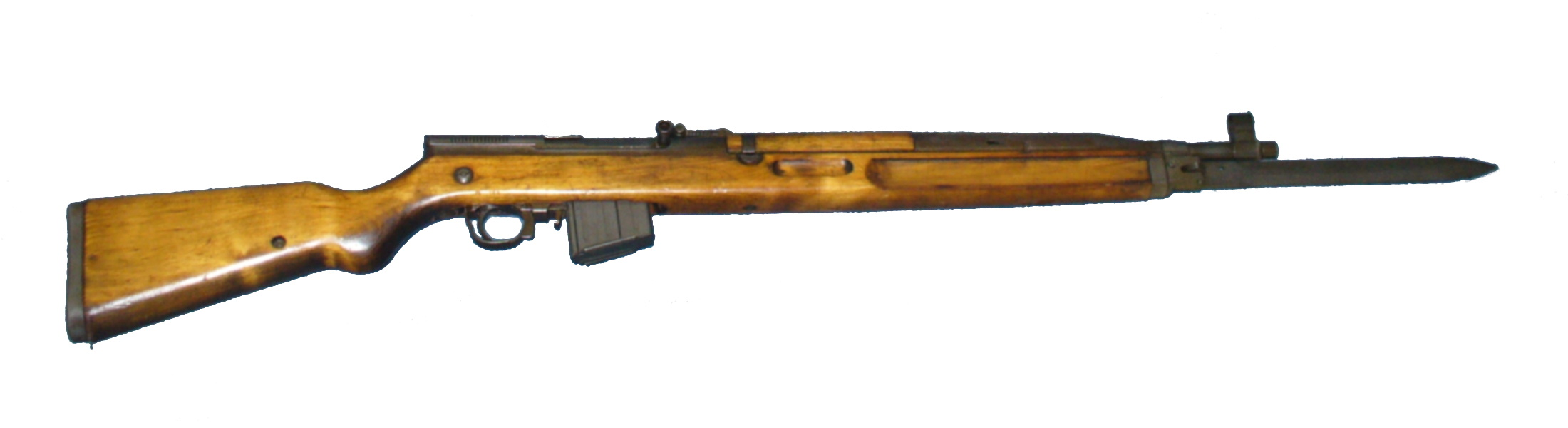
Československá samonabíjecí puška vz. 52

Samonabíjecí puška je ruční dlouhá samonabíjecí palná zbraň umožňující střelbu pouze jednotlivými ranami, vybavená zásobníkem na několik nábojů. Činnost závěru probíhá automaticky v důsledku předchozího výstřelu. V anglickém jazyce je taková puška označována jako semi-automatic rifle neboli poloautomatická puška. Samonabíjecí puška tedy vystřelí vždy jeden náboj po každém zmáčknutí spouště. Zkrácená varianta samonabíjecí pušky je označována jako samonabíjecí karabina.
Samočinná puška je puška téměř totožné konstrukce ovšem umožňující palbu i dávkou. Samočinné pušky fungují zcela totožně jako kulomety, avšak odlišují se od nich menším zásobníkem. V anglickém jazyce jsou takové pušky nazývány jako automatic rifle nebo fully automatic rifle neboli automatická puška nebo plně automatická puška pro lepší odlišení od samonabíjecích (anglicky poloautomatických) pušek. Samočinná puška tedy střílí po celou dobu držení zmáčknuté spouště až po puštění spouště či vypotřebování zásobníku, avšak některé mohou být přepnuty i do režimu samonabíjecího. Samočinné pušky nejsou ani nikdy nebyly příliš rozšířené, jelikož pro střelbu velkou dávkou jsou vhodné spíše kulomety, a hlavní pěchotní zbraní se na přelomu 40. a 50. let staly útočné pušky, což jsou samočinné pušky používající zkrácený puškový náboj. Zkrácená varianta samočinné pušky je označována jako samočinná karabina.

## Vývoj do roku 1918

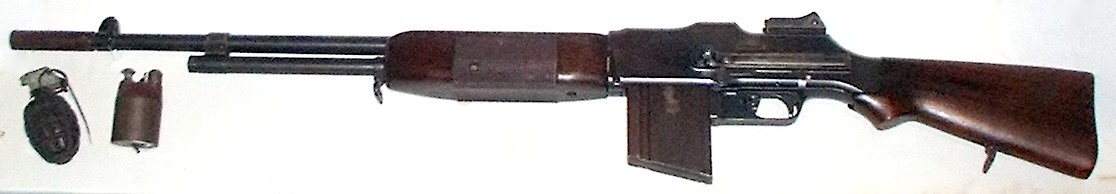
Browning M 1918

První pokusy zautomatizovat činnost mechanismů střeleckých zbraní a tím výrazně zvýšit palebnou sílu pěchoty probíhaly již ve druhé poovině 19. století. Již v roce 1863 získal v USA konstruktér Regulus Pilon první patent na samočinnou pušku. Roku 1866 Angličan Joseph Curtiss sestrojil vícerannou samočinnou pušku s válcovým zásobníkem. Poté se objevují další systémy v různých zemích (Winchester, Krnka, Maxim, Mannlicher apod.).
Na přelomu 19. a 20. století ještě tento nový typ nemohl účinně konkurovat doposud používaným opakovacím puškám, jejichž bojové kvality plně odpovídaly požadavkům tehdejšího vojenství. První samočinné pušky byly zatím konstrukčně málo dokonalé a nespolehlivé. Značný problém představovalo rovněž zásobování střelců municí. Zásoba 180–200 nábojů (což je přes 5 kg hmotnosti) mohla být při střelbě z opakovaček vystřílena už za několik minut. Samočinné pušky s jejich vysokou kadencí vyžadovaly ještě více nábojů, což by přineslo mnohé těžkosti při zásobování a bylo by i ekonomicky nevýhodné. Z těchto důvodů početné vzory samočinných a samonabíjecích pušek vzniklých před první světovou válkou nebyly nikde přijaty do výzbroje řadových jednotek; pouze v několika málo zemích byly jednotlivé vzory přijaty do výzbroje některých jednotek speciálních.

### Nejdůležitější vzory vzniklé do roku 1918
- Mauser M 1916 (Německo) – Zdokonalená varianta modelu M 1906/08, střelba jednotlivě i dávkami, v malém počtu použita za první světové války jako letecká a pevnostní výzbroj, náboje musely být mazány olejem. Zásobník na 25 nábojů ráže 7,92 mm.

- Mondragon M 1908 (Mexiko) – Samonabíjecí puška pracující na principu odběru prachových plynů z vývrtu hlavně. Uzamčení hlavně při otáčení závorníku s uzamykacími ozuby kolem podélné osy. Pevná nábojová schránka na deset nábojů ráže 7 mm. Střelba pouze jednotlivými ranami. Během první světové války vyráběna ve Švýcarsku a používána německým vojenským letectvem.

- Fjodorov M 1916 (Rusko) – Samočinná puška střílející jednotlivými ranami i dávkou. Takzvaný avtomat Fjodorova, používaný během první světové války. Uzamčení na principu krátkého zpětného pohybu hlavně a dvou kývavých závor. Odnímatelný zásobník na 25 nábojů ráže 6,5 mm

- Browning M 1918 (USA) – Těžká samočinná puška střílející jednotlivými ranami i dávkou. Odnímatelný zásobník na 20 nábojů ráže .30-06.

- RSC 18 (Francie) – Samonabíjecí puška pracující na principu odběru prachových plynů. Nábojová schránka na pět nábojů ráže 8 mm, střelba pouze jednotlivými ranami.

## Vývoj v letech 1918 - 1945

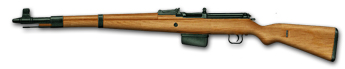
Walther G 41

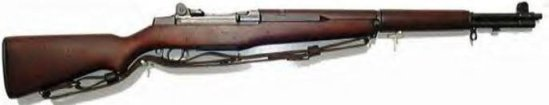
M1 Garand

V období mezi světovými válkami došlo opět k částečnému oživení konstrukčních prací na tomto typu zbraně. Přes vznik celé řady různých konstrukcí a vzorů se žádná armáda nemohla odhodlat k plnému přezbrojení ze starých ale osvědčených opakovacích pušek na modernější samonabíjecí nebo plně samočinné pušky. Pouze v USA došlo ve třicátých letech k zavedení samonabíjecí pušky M1 Garand jako standardní pěchotní pušky.
Zatímco rané vzory samočinných pušek se od standardních opakovaček lišily většími rozměry i hmotností, u pozdějších vzorů docházelo k jejich rozměrovému sbližování. Vedle konstrukčního zdokonalování bylo rovněž postupně upuštěno od snahy projektovat samočinné pušky s velkokapacitními zásobníky a těžkými hlavněmi, které by umožňovaly střelbu dávkami. Později se konstruktéři zaměřili spíše na vytvoření samonabíjecí pušky s kapacitou zásobníku 5-10 nábojů střílející jednotlivými ranami. Pušky střílející dávkou a těžké samočinné pušky se dále nerozvíjely v důsledku velmi malé přesnosti, zbytečně velké spotřeby nábojů, značného ohřívání hlavně a malé životnosti celého systému.
Poslední vzory samonabíjecích pušek vzniklých před druhou světovou válkou a v jejím průběhu byly sice konstrukčně velmi různorodé, ale většinou všechny využívaly princip odběru prachových plynů. Uzamčení závěru nejčastěji probíhalo prostřednictvím vykývnutí závěru nebo otočným závorníkem s uzamykacími ozuby.

### Nejdůležitější vzory vzniklé v letech 1918 - 1945
- G 41M - (Německo)
- G 41W - (Německo)
- G 43 - (Německo)
- FG 42 - (Německo)
- AVS-36 - (SSSR)
- SVT-38 - (SSSR)
- SVT-40 - (SSSR)
- SKS - (SSSR)
- M1 Garand - (USA)
- Karabina M1 - (USA)

## Období po roce 1945

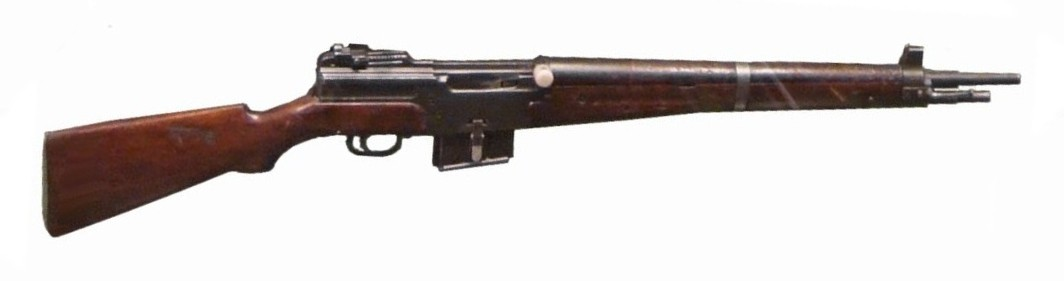
MAS 49

Po mnoha letech vývoje bylo zřejmé, že samočinné pušky používající nadměrně výkonný puškový náboj nemají další perspektivu jako hlavní pěchotní zbraň. Vývoj samonabíjecích a plně samočinných pušek na standardní puškové náboje byl zastaven a uvolnil prostor vzniku samonabíjecích a plně samočinných karabin a nové kategorie - útočných pušek.

### Nejdůležitější vzory vzniklé po roce 1945
- SVD - (SSSR)
- Puška MAS 49 - (Francie)
- Puška vz. 52 - (Československo)